# Астрапія зеленогруда
Астрапія зеленогруда (Astrapia rothschildi) — вид горобцеподібних птахів родини дивоптахових (Paradisaeidae).

## Назва
Вид названо на честь британського орнітолога Волтера Ротшильда, зокрема за активну участь в класифікації нових видів птахів в Південно-Східній Азії і в Новій Гвінеї.

## Поширення
Ендемік Папуа Нової Гвінеї. Поширений на півострові Гуон на північному сході острова. Проживання цього виду представлене гірським хмарним лісом на висоті до 3000 м над рівнем моря.

## Опис
Самиці завдовжки до 47 см, самці більші завдяки довшому хвосту, до 69 см завдовжки. вага до 200 г. У виду спостерігається чіткий статевий диморфізм. Самиця коричневого забарвлення, темнішого на голові, грудях і спині (де стає майже чорним) і світліше на животі, де окремі пір'я окантовані сірувато-білим кольором і надають цій частині тіла мармуровий вигляд. У самця чорне оперення на голові, грудях, крилах, спині та хвості, з синювато-зеленими металевими відблисками на лиці та фіолетовим на хвості. На потилиці є чубчик із блискучо блакитним пір'ям. Живіт має райдужно-зелений колір і відділений від чорного горла помаранчевою смужкою. У обох статей дзьоб і ноги чорні, а очі коричневого кольору.

## Спосіб життя
Птах живе під пологом лісу. Трапляється поодинці. Живиться плодами дерев, зрідка урізноманітнює раціон комахами та іншими дрібними безхребетними. Ці птахи не демонструють чіткого репродуктивного сезону, але здатні спаровуватися протягом усього року. Самці намагаються залучити якомога більше самиць для спарювання, виконуючи шлюбні танці на спеціально підібраних і обережно очищених гілках, на яких вони стрибають туди-сюди, демонструючи блискуче пір'я потилиці, щік, грудей та хвоста. Після спарювання самець не цікавиться потомством. Самиця сама піклується про будівництво гнізда, висиджування яєць та вирощування пташенят.